# 시도 전투
시도 전투(일본어: 志度合戦 しどかっせん 시도 갓센[*])는 헤이안 시대 말기의 내란인 지쇼・쥬에이의 난의 전투 중 하나이다. 1185년 3월 24일 (겐랴쿠 2년/주에이 4년 2월 21일), 미나모토노 요시츠네 군의 공격에 의해 야시마로부터 패주한 다이라씨 군사가 사누키국 시도 도장 (현 가가와현 사누키시 시도의 시도지)에 농성해 요시츠네군의 추격을 받아 싸운 전투이다.

## 경과

### 시도 전투
1185년 3월 22일 (분지 원년 2월 19일), 야시마 전투에서 미나모토노 요시츠네의 기습을 받고, 다이라씨는 본진이었던 야시마를 버리고 해상으로 도망쳐 사누키국 시도지에 틀어박혔다. 『아즈마카가미』 분지 원년 2월 21일 (1185년 3월 24일) 조에 따르면, 요시츠네는 80 기마군사를 이끌고 다이라씨를 추격해 시도에 이르렀다. 다이라씨의 가인이었던 덴나이 사에몬노조는 요시츠네에게 귀순했고, 또, 카와노 미치노부는 30개의 작은 배를 갖춰 가세했다. 요시츠네는 아와국에 건너갔고, 쿠마노 벳토 탄조도 겐지 편을 들기 위해 도해한다는 소문이 교토에까지 퍼졌다.
『헤이케모노가타리』 「시도 전투」에 의하면 요시츠네 측의 세력이 작은 것을 눈치챈 다이라가 쪽 1,000여 명이 저변에 올라가 공격해 싸웠으나, 야도에 남아있던 겐지 세력 200여 기마병사가 달려오자 대군이 계속되어 온다고 본 다이라가 쪽은 다시 배로 돌아와 해상으로 도망쳤다. 시코쿠에서 쫓겨, 육지는 겐지 측 많은 수의 미나모토노 노리요리에 눌려 규슈로 건너갈 수도 없었고, 다이라가는 해상에 고립되 세토나이카이를 전전하며 히코시마로 물러갔다.
시도에서 벤 적의 수급을 확인한 요시츠네는 낭당(郎党)의 이세 요시모리를 불러 다이라 쪽의 덴나이 사에몬노조를 데려오라고 명령했다.
요시모리는 군세를 모두 흰 옷을 입게하고, 겨우 16기를 이끌고 향하여 사자를 세워, 전의가 없음을 전하고, 노리요시와 대면한다. 요시모리는 "엊그제 카츠우라에서 겐지 세력에 의해 당신의 삼촌 사쿠라마노 카이료엔이 살해당하고, 어제는 야시마의 고쇼 다이리가 불에 태워져 대신 부자를 생포하고, 다이라의 공달은 살해하고, 얼마 남지 않은 군세는 시도에서 모두 살해당했습니다. 당신의 아버지 아와 민부 시게노리가 포로가 되어 이 요시모리가 맡고 있으며, 아들인 당신이 아무것도 모르고 내일 싸움을 해서 토벌될 것이라고 밤새 탄식하고 계셔서 너무나 안쓰러워 알려드리려고 나섰습니다.싸우다 죽는 것도 항복하고 아버지를 재회하는 것도 당신에게 달려있습니다."라고 교묘하게 속이고, 노리요시는 " 이미 듣고 있는 것이 틀림없다"며 갑옷을 벗고, 활줄을 풀고, 3천여 기병들과 함께 요시츠네에게 귀순했다고 한다. 이것이 후에 단노우라 전투에서 아와 민부 시게노리가 다이라가를 배신했다는 복선이 되고 있다.
같은 해 3월 25일 (분지 원년 2월 22일)에 수군을 조달한 카지와라 카게토키가 140 여 척의 배를 가지고 야시마에 도착했다. 대형군인 미나모토노 노리요리 군으로부터 예정된 행정이라고 생각되지만, 『헤이케모노가타리』에서는 늦게 온 것을 6일의 창포에 비유해 비웃음을 받았다고 한다.

### 단노우라로
『헤이케모노가타리』 나 『아즈마 카카미』 (음력 2월 21일 조) ・ 『타마바』 (음력 2월 21일, 27일 조)에 의하면 스미요시타이샤의 신주 츠모리 나가모리가 상락하고 1185년 3월 19일 (분지 원년 2월 16일)에 보전에서 카부라야가 서쪽을 향해 날라갔음이 조정에 보고되어 요시츠네의 도해 성공은 그 신의 위력이 드러났다고 적고 있다. 이는 요시츠네의 아와 도해에 동행하고 있던 와타나베당가 스미요시샤의 경고를 맡고 있던 것으로 보아 재빨리 요시츠네의 도해 성공 정보를 얻은 스미요시샤가 조정에 도해 성공과 관련된 신의 위력 게시 보고를 한 것으로 보인다.
『헤이케모노가타리』 「계합단포전」에서는 쿠마노 수군이 이끄는 탄조가 겐페이 어느 쪽에 합류할지 빨강과 흰색의 닭을 사용해 닭싸움으로 점치는 모습이 그려져 있다. 탄조의 겐지 측의 가담은 그 이전의 일이지만, 겐페이 쟁란 당초부터 볼 수 있었던 쿠마노 세력의 동향의 복잡함으로부터 생겨난 일화로 생각된다.
1185년 4월 15일 (분지 원년 3월 14일), 가마쿠라의 요리토모로부터 큐슈를 지배하고 있는 대형군의 노리요리 앞으로 헤이시 토벌에는 신중을 기해 삼종신기를 무사히 되찾도록이라는 서한이 보내졌다.
같은 해 4월 22일 (분지 원년 3월 21일), 요시츠네는 단노우라 (시모노세키시 단노우라정 일대)의 헤이케를 공격하기 위해 출진하려 했으나 폭우로 연기된다. 그곳에 스오국의 재청관인으로 선소 (배를 관장하는 국아의 관공서)였던 고로 마사토시가 수십여 척의 배를 올리고, 요시츠네는 고로를 가마쿠라의 고케닌으로 만든다는 문서를 주었다.
같은 해 4월 24일 (분지 원년 3월 22일), 수십 척의 병선을 징발한 요시츠네는 단노우라를 목표로 출발했다. 스오국에서 수비를 맡고 있던 미우라 요시즈미는 요시츠네의 출발을 듣고 오오시마노츠 (야마구치현 슈난시 남부)에서 요시츠네 군에 합류해, 이미 모지세키를 보고있던 요시츠네로부터 안내인으로 선등을 맡으라 명령 받는다. 요시츠네 군은 군선 840여 척으로, 헤이케의 진으로부터 30여 정에 있는 단노우라 오쿠즈 (시모노세키시 다이지토요우라정 앞바다에 있는 2개 섬 만쥬시마 · 칸쥬시마) 부근에 도착했다. 헤이케는 이것을 알고 히코시마를 출발해, 아와 나리요시, 야마가 히데토오 등의 세력을 포함한 군선 500여 척을 이끌고 아카마세키를 동과해 다음 24일 저녁 무렵, 타노우라 (후쿠오카현 기타큐슈시 모지구)에 집결했다. (군선의 수는 여러 설이 있음)

같은 해 4월 25일 (분지 3월 24일), 지쇼 · 쥬에이의 난의 마지막 전투인 단노우라 전투를 맞이하게 된다.